# Eurypholis
Eurypholis es un género extinto de peces actinopterigios prehistóricos del orden Alepisauriformes. Este género marino fue descrito científicamente por Pictet en 1850.

## Especies
Clasificación del género Eurypholis:
- † Eurypholis Pictet 1850
  - † Eurypholis boissieri (Pictet 1850)
  - † Eurypholis freyeri (Heckel 1850)
  - † Eurypholis pulchellus (Woodward 1901)